# Megalanceola stephenseni
Megalanceola stephenseni är en kräftdjursart som först beskrevs av Édouard Chevreux 1920.  Megalanceola stephenseni ingår i släktet Megalanceola och familjen Lanceolidae. Inga underarter finns listade i Catalogue of Life.